# Нешто као аутобиографија
Нешто као аутобиографија је аутобиографска књига познатог јапанског режисера Акире Куросаве. Књига је написана 1981. године.